# Френк Гейз
Френк Гейз (англ. Frank Hayes; 17 травня 1871 — 28 грудня 1923) — американський кіноактор німого кіно. Знявся в 73 фільмах з 1913 по 1924 рік. Актор мав унікальну форму голови, його обличчя нагадувало загострену сокиру. У зв'язку з цим він був найбільш затребуваним у німих комедійних фільмах.
Помер у Голлівуді, штат Каліфорнія від пневмонії, у віці 52 років.

## Фільмографія
- 1914 — Фатті і Мінні Хі-Хо / Fatty and Minnie He-Haw — сільський житель в барі
- 1914 — День Фатті Джона / Fatty's Jonah Day — батько дівчини
- 1914 — Його музична кар'єра / His Musical Career — містер Бідняк
- 1914 — Любов на удачу / Lover's Luck — суддя
- 1914 — Викрадення дешевого автомобіля / Leading Lizzie Astray
- 1915 — Плутанина через фотографії / Fatty's Tintype Tangle — шериф
- 1915 — Маленький вчитель / The Little Teacher — бородатий провінціал
- 1915 — Їх соціальний сплеск / Their Social Splash — батько нареченої
- 1915 — Коли любов розправляє крила / When Love Took Wings — батько дівчини
- 1915 — Маленьке золото / That Little Band of Gold — людина в залі
- 1915 — Зраджена монета Фатті / Fatty's Faithful Fido
- 1915 — Випадкове знайомство Фатті / Fatty's Chance Acquaintance — поліцейський
- 1915 — Необачний крок Фатті / Fatty's Reckless Fling — гравець
- 1915 — Нова роль Фатті / Fatty's New Role
- 1915 — Фатті і Мейбл на виставці в Сан-Дієго / Fatty and Mabel at the San Diego Exposition — учасник першого і третього натовпу
- 1915 — Мейбл, Фатті і закон / Mabel, Fatty and the Law — поліцейський в парку
- 1916 — Фатті і Мейбл дрейфують / Fatty and Mabel Adrift — батько Мейбл
- 1919 — Любов / Love — Френк, батько Вінні
- 1924 — Жадібність / Greed